# Bombus crotchii
Bombus crotchii (saknar svenskt namn) är en insekt i överfamiljen bin (Apoidea) och släktet humlor (Bombus) som finns i Nordamerika.

## Beskrivning
Huvudet är svart, främre delen av mellankroppen gul och den bakre (större) delen svart, första (främsta) tergiten (ovansidans bakkroppssegment) likaså svart (även om vissa honor [drottningar och arbetare] kan ha gula sidor på denna tergit) och det andra gult (hos vissa honor kan den mittersta delen emellertid vara svart). De tredje och följande bakkroppssegmenten kan alla vara antingen svarta eller orangeröda, på sådant sätt att det svarta området går framifrån och bakåt: Antingen ett helt svart område, ett svart följt av ett orangerött, eller helt orangerött.. Drottningen har en kroppslängd av 20 till 28 mm, arbetarna omkring 12 mm, och hanarna omkring 16 mm.

## Ekologi
De övervintrande drottningarna kommer fram i slutet av februari, de första arbetarna i början på april, och hanarna i början av juli. Kolonin dör ut i slutet på oktober, med undantag för de nya drottningarna som går i ide under jorden. Bombus crotchii samlar nektar och pollen framför allt från familjerna ärtväxter, kransblommiga växter, korgblommiga växter, strävbladiga växter (som facelior), oleanderväxter och vallmoväxter (som solvallmosläktet och sömntutesläktet). Den är även vanlig på lejongapssläktet, clarkior och Eriogonum. Arten förekommer från havsytans nivå upp till 2 500 m.

## Utbredning
Bombus crotchii finns i västra Nordamerika från centrala Kalifornien i USA till norra Baja California i Mexiko. Den har även påträffats i Montana (1901) samt i östra USA: Michigan (1903), New York (1903) och Massachusetts (1904).